# Obando (Bulacan)
Obando is een gemeente in de Filipijnse provincie Bulacan op het eiland Luzon. Bij de laatste census in 2007 had de gemeente ruim 56 duizend inwoners.

## Geografie

### Bestuurlijke indeling
Obando is onderverdeeld in de volgende 11 barangays:
| - Binuangan - Catanghalan - Hulo - Lawa - Paco - Pag-asa | - Paliwas - Panghulo - Salambao - San Pascual - Tawiran |

## Demografie
Obando had bij de census van 2007 een inwoneraantal van 56.258 mensen. Dit zijn 3.352 mensen (6,3%) meer dan bij de vorige census van 2000. De gemiddelde jaarlijkse groei komt daarmee uit op 0,85%, hetgeen lager is dan het landelijk jaarlijks gemiddelde over deze periode (2,04%). Vergeleken met de census van 1995 is het aantal mensen met 4.770 (9,3%) toegenomen.

De bevolkingsdichtheid van Obando was ten tijde van de laatste census, met 56.258 inwoners op 52,1 km², 988,3 mensen per km².

## Geboren in Obando
- Constancio Bernardo (22 december 1913), kunstschilder (overleden 2003).